# Cywilizacja nuragijska

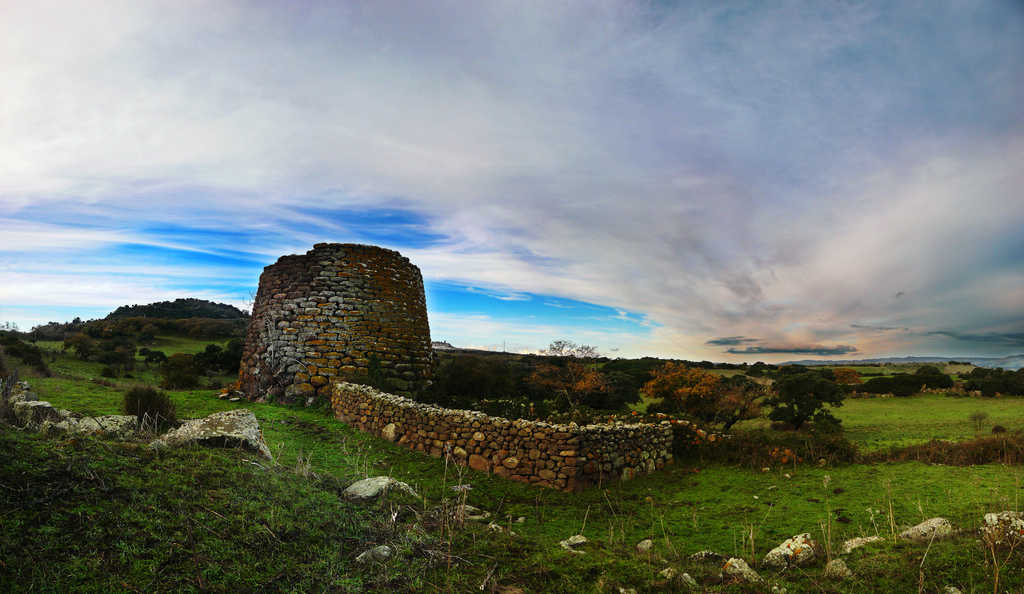
Nurag – megalityczna budowla charakterystyczna dla cywilizacji nuragijskiej

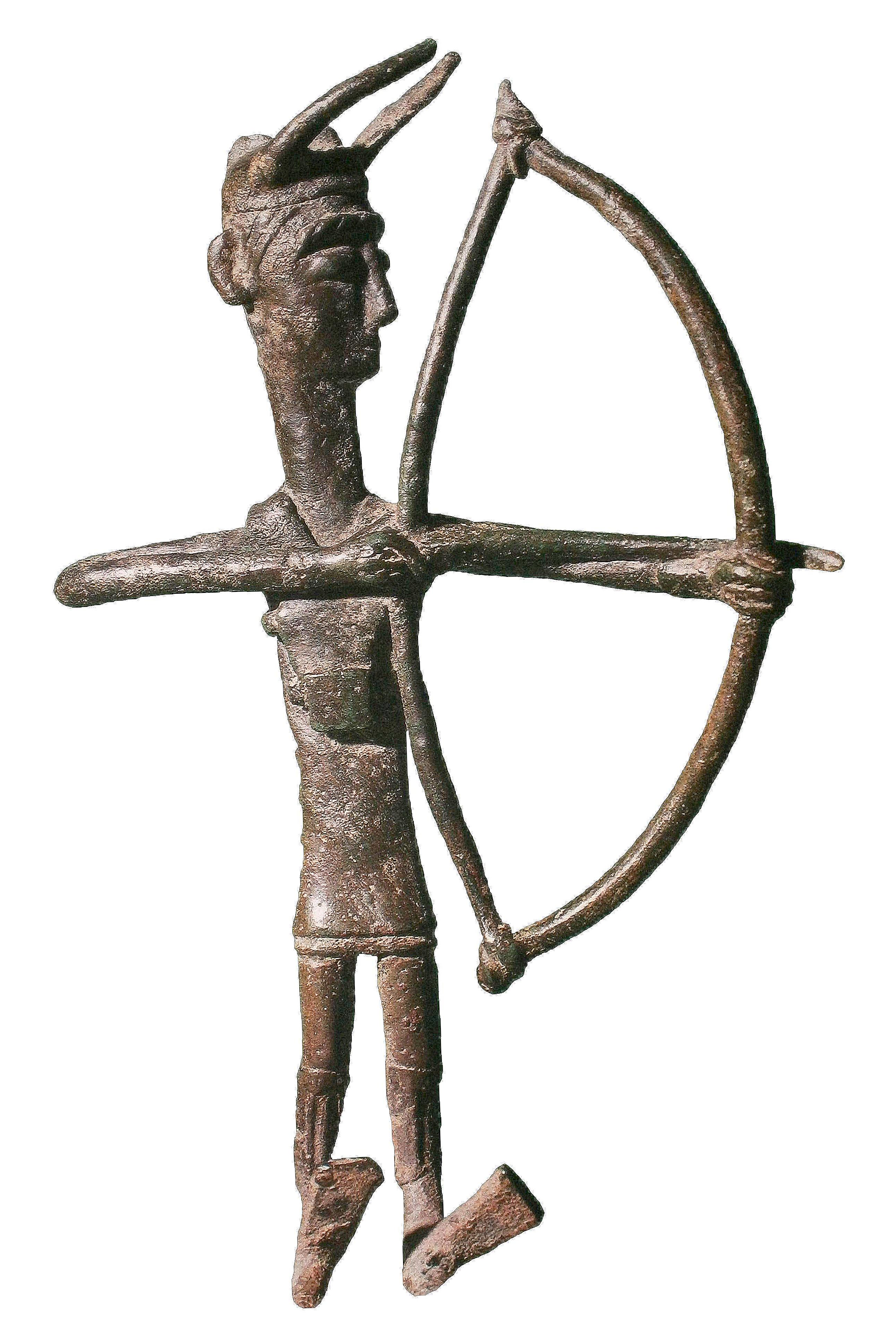
Nuragijski wojownik – figurka z brązu

Cywilizacja nuragijska (Nuragijczycy, Nuragowie, kultura nuragijska, kultura nuorska, cywilizacja nuorska), także: Sardowie – starożytna cywilizacja, zamieszkująca tereny położone w dzisiejszych Włoszech (przede wszystkim Sardynię) od około XVII wieku przed naszą erą do około II wieku p.n.e.

## Charakterystyka
Pochodzenie Nuragijczyków nie jest jasne. Był to pasterski lud podzielony na plemiona składające się z rodzinnych struktur klanowych. Władza zarówno polityczna, jak też religijna i wojskowa spoczywała w rękach patriarchy klanu, będącego rodzajem króla-pasterza. Społeczność nuragijską tworzyli słudzy-pasterze, rzemieślnicy, rolnicy i przypuszcza się, że także niewolnicy. Osobną klasę o dużym znaczeniu stanowili kapłani i kapłanki.
Cywilizacja nuragijska znana jest głównie ze wznoszonych przez jej przedstawicieli największych europejskich megalitycznych budowli, od których wzięła sama nazwę – nuragów. Ich liczba wynosi około 7000. Budowle te – świątynie ze źródłami świętej wody – oraz grobowce i około 500 figurek z brązu o różnorakim przeznaczeniu stanowią materiał badawczy do poznania cywilizacji i jej zwyczajów. Ruchome zabytki społeczeństwa nuragijskiego znajdują się w muzeum w Cagliari.

## Hipotetyczna identyfikacja
Istnieją teorie, że ludy Szerden wymieniane wśród Ludów Morza to Sardowie z tego okresu. Teoria ta została wsparta faktem odnalezienia fenickiej inskrypcji z IX w. p.n.e. z Nora, gdzie Sardynia występuje jako „Shardan” (be-shardan).

## Potencjalna Atlantyda na Sardynii
Włoski dziennikarz Sergio Frau wysuwając amatorską hipotezę w książce „Kolumny Herkulesa” z kulturą nuragijską łączy platońską Atlantydę. Twierdzi on też, że Słupy Heraklesa z opisu Platona mogły leżeć nie przy Cieśninie Gibraltarskiej, lecz między Tunezją i Sycylią, zaś czas od zalania Atlantydy do narodzin Platona nie wynosił dziewięć tysięcy, a jedynie dziewięćset lat. Wówczas to upadła także kultura minojska na Krecie, co miało związek ze zmianami do jakich doszło po wybuchu wulkanu na greckiej wyspie Santoryn. Informacje te na początku sierpnia 2009 podało także amerykańskie czasopismo „Independent”. 
Hipoteza o umiejscowieniu Atlantydy, jeśli naprawdę istniała, dziewięć stuleci przed Platonem ma swoich zwolenników także w świecie nauki, a potężne budowle cywilizacji nuragijskiej istotnie mogą przywoływać skojarzenia ze świetnością kultury Atlantów. Jednak w odniesieniu do umiejscowienia Atlantydy na Sardynii jest ona stosunkowo nowa. Dodatkowo wysunięta przez osobę spoza świata nauki, nadal wymaga ewentualnych badań. Równocześnie wielu badaczy nie przyjmuje dzisiaj takiego wyjaśnienia kwestii Atlantydy. Jest ono jednak warte odnotowania ze względu na kulturę nuragijską, do której nawiązuje.